# (466673) 2014 WE196
(466673) 2014 WE196 es un asteroide perteneciente al cinturón de asteroides, descubierto el 23 de octubre de 2003 por el equipo Spacewatch desde el Observatorio Nacional de Kitt Peak (Arizona, Estados Unidos).